# 褻瀆
褻瀆（英語：Blasphemy），又稱冒瀆，是指對上帝、神靈、宗教上的神話人物、書籍或圣物，作出侮辱的行為，發表批評或負面的言論，或是展現出缺少敬意、輕視的態度。在某些宗教中，認為褻瀆是一種宗教上的罪行，如基督教與回教。
在此更廣泛的意義下，褻瀆一詞也被用于非宗教的语境下。例如，培根在其著作《學習之促進》中講到“對於學習的褻瀆”。許多文化不允許任何誹謗此文化所建立之宗教中的“神”或眾神們的言論和著作。而這些限制，在一些國家有與法律同等的力量。

## 詞源
英語：起源自古希臘語：。古希臘語：由（傷害性的）與（言論）兩個單字組成。這個希臘單字對應到晚期拉丁文與古法文blasfemer。在中世紀時，成為中古英文blasfemen，在現代英文變成blasphemy。

## 褻瀆聖靈罪

各国亵渎法
没有亵渎法
亵渎法被撤销
国家一部分行政区有亵渎法
罰款或其他限制
監禁
死刑

褻瀆聖靈罪源於普通法中的衡平法，也就是源自教會的法例。因此，在基督教國家，對聖靈在言語上的冒犯是一種罪行。然而，由於這是一條不成文的法例，其具體定義一直欠奉，直到1838年，英國法庭把這條罪具體限制於“保護英國國教會（即聖公宗）的信仰”。在英國，最後一位因本罪而被判監的案例發生於1922年，案中被告John William Gott因為將耶穌與小丑一起比較而被判入獄。2008年，英國正式廢除褻瀆聖靈罪。

### 愛爾蘭的刑事化
作為一個天主教國家，愛爾蘭於2009年修訂他們的誹謗法之餘，有議員建議把原來判處罰的褻瀆法改為刑事罪行。

## 伊斯蘭世界
嚴格來講沙里亞並無褻瀆罪條，褻瀆行為看具體身分為穆斯林或齊米而以叛教罪或宣戰來分別處理。在伊斯蘭世界，褻瀆神明是很嚴重的罪行。在巴基斯坦，有兩人就只是因為在對罵時衝口而出的一句脏話被其他人聽見，被控以褻瀆神明，結果在2000年5月12日被判罰監禁35年。
自1987年至2014年，巴基斯坦先后有1000余人被指控亵渎伊斯兰教，其中多数事件是对《古兰经》的亵渎事件。2014年1月，巴基斯坦一名65歲男子以相同罪名被判死，該男子以患有精神病作辯護，還是被駁回。

## 被指褻瀆的文學創作
- 《撒旦詩篇》
- 小说《亵渎》